# Natação nos Jogos Olímpicos de Verão de 2008 - Revezamento 4x200 m livre masculino
A competição dos 4x200m livre masculino  nos Jogos Olímpicos de Verão de 2008 aconteceram nos dias 12 e 13 de Agosto no Centro Aquático Nacional de Pequim.

## Medalhistas
|  | USA Estados Unidos                                                                                |  | RUS Rússia                                                                            |  | AUS Austrália                                                                   |
|  | Michael Phelps Ryan Lochte Ricky Berens Peter Vanderkaay David Walters* Erik Vendt* Klete Keller* |  | Nikita Lobintsev Evgeny Lagunov Danila Izotov Alexander Sukhorukov Mikhail Polischuk* |  | Patrick Murphy Grant Hackett Grant Brits Nick Ffrost Kirk Palmer* Leith Brodie* |

* Nadadores que apenas participaram nas eliminatórias, mas que foram também medalhados.

## Recordes
Antes desta competição, os recordes mundiais e olímpicos da prova eram os seguintes:
| Tipo | Atleta                                                                                               | Tempo   | Local     | Data                   | Ref |
| ---- | --- | ------- | --------- | ---------------------- | --- |
|      | USA Michael Phelps (1:45.36) Ryan Lochte (1:45.86) Klete Keller (1:46.31) Peter Vanderkaay (1:45.71) | 7:03.24 | Melbourne | 30 de março de 2007    | ver |
|      | AUS Ian Thorpe (1:46.03) Michael Klim (1:46.40) Todd Pearson (1:47.36) Bill Kirby (1:47.26)          | 7:07.05 | Sydney    | 19 de setembro de 2000 |     |

## Eliminatórias
| #  | Eliminatória | Pista | País               | Nomes                                                                                                  | Tempo   | Notas |
| -- | ------------ | ----- | ------------------ | --- | ------- | ----- |
| 1  | 2            | 4     | USA Estados Unidos | David Walters 1:46.57 Ricky Berens 1:45.47 Erik Vendt 1:47.11 Klete Keller 1:45.51                     | 7:04.66 | Q OR  |
| 2  | 1            | 4     | ITA Itália         | Nicola Cassio 1:48.76 Marco Belotti 1:45.82 Emiliano Brembilla 1:46.46 Massimiliano Rosolino 1:46.80   | 7:07.84 | Q ER  |
| 3  | 1            | 6     | RUS Rússia         | Mikhail Polishcuk 1:48.54 Danila Izotov 1:47.24 Nikita Lobintsev 1:46.84 Alexander Sukhorukov 1:45.24  | 7:07.86 | Q     |
| 4  | 2            | 3     | GBR Grã-Bretanha   | David Carry 1:46.47 NR Andrew Hunter 1:46.88 Ross Davenport 1:47.15 Robbie Renwick 1:47.39             | 7:07.89 | Q NR  |
| 5  | 1            | 5     | CAN Canadá         | Brian Johns 1:47.44 Rick Say 1:47.24 Adam Sioui 1:47.05 Andrew Hurd 1:46.31                            | 7:08.04 | Q     |
| 6  | 2            | 5     | AUS Austrália      | Nick Ffrost 1:47.47 Grant Brits 1:46.84 Kirk Palmer 1:47.02 Leith Brodie 1:47.08                       | 7:08.41 | Q     |
| 7  | 1            | 7     | JPN Japão          | Yoshihiro Okumura 1:47.19 Sho Uchida 1:46.59 Yasunori Mononobe 1:47.29 Hisato Matsumoto 1:48.05        | 7:09.12 | Q AS  |
| 8  | 2            | 2     | RSA África do Sul  | Jean Basson 1:45.99 Darian Townsend 1:46.14 Jan Venter 1:48.32 Sebastien Rousseau 1:50.46              | 7:10.91 | Q AF  |
| 9  | 2            | 6     | AUT Áustria        | Dominik Koll 1:47.72 David Brandl 1:46.45 Florian Janistyn 1:50.48 Markus Rogan 1:46.80                | 7:11.45 |       |
| 10 | 1            | 2     | CHN China          | Lin Zhang 1:46.13 Enjian Zhang 1:49.31 Yang Sun 1:48.73 Haoran Shi 1:49.40                             | 7:13.57 |       |
| 10 | 1            | 8     | FRA França         | Clement Lefert 1:48.34 Sebastien Bodet 1:49.47 Matthieu Madelaine 1:49.87 Amaury Leveaux 1:45.89       | 7:13.57 |       |
| 12 | 1            | 1     | GER Alemanha       | Paul Biedermann 1:47.48 Benjamin Starke 1:48.51 Christian Kubusch 1:49.28 Stefan Herbst 1:48.65        | 7:13.92 |       |
| 13 | 2            | 1     | HUN Hungria        | Gergo Kis 1:47.39 Tamas Kerekjarto 1:49.09 Dominik Kozma 1:49.26 Norbert Kovacs 1:48.40                | 7:14.14 |       |
| 14 | 2            | 7     | POL Polônia        | Łukasz Gąsior 1:49.43 Łukasz Wójt 1:48.54 Michał Rolicki 1:51.14 Przemysław Stańczyk 1:48.98           | 7:18.09 |       |
| 15 | 2            | 8     | GRE Grécia         | Andreas Zisimos 1:49.05 Nikolaos Xylouris 1:49.53 Ioannis Giannoulis 1:48.96 Vasileios Demetis 1:50.72 | 7:18.26 |       |
| 16 | 1            | 3     | BRA Brasil         | Nicolas Oliveira 1:49.49 Rodrigo Castro 1:48.31 Phillip Morrison1:49.35 Lucas Salatta 1:52.39          | 7:19.54 |       |

## Final
| #                 | Pista | País               | Nomes                                                                                                  | Tempo   | Notas |
| ----------------- | ----- | ------------------ | --- | ------- | ----- |
| Medalha de ouro   | 4     | USA Estados Unidos | Michael Phelps 1:43.31 Ryan Lochte 1:44.28 Ricky Berens 1:46.29 Peter Vanderkaay 1:44.68               | 6:58.56 | WR    |
| Medalha de prata  | 3     | RUS Rússia         | Nikita Lobintsev 1:46.64 Evgeny Lagunov 1:46.56 Danila Izotov 1:45.86 Alexander Sukhorukov 1:44.65     | 7:03.70 | ER    |
| Medalha de bronze | 7     | AUS Austrália      | Patrick Murphy 1:45.95 Grant Hackett 1:45.87 Grant Brits 1:47.13 Nick Ffrost 1:46.03                   | 7:04.98 |       |
| 4                 | 5     | ITA Itália         | Marco Belotti 1:47.37 Emiliano Brembilla 1:47.33 Massimiliano Rosolino 1:46.53 Filippo Magnini 1:44.12 | 7:05.35 |       |
| 5                 | 2     | CAN Canadá         | Colin Russell 1:46.89 Brian Johns 1:47.61 Brent Hayden 1:44.42 Andrew Hurd 1:46.85                     | 7:05.77 |       |
| 6                 | 6     | GBR Grã-Bretanha   | David Carry 1:46.78 Andrew Hunter 1:46.73 Robbie Renwick 1:46.16 Ross Davenport 1:46.25                | 7:05.92 |       |
| 7                 | 1     | JPN Japão          | Yoshihiro Okumura 1:46.61 Sho Uchida 1:47.36 Yasunori Mononobe 1:47.72 Hisato Matsumoto 1:48.62        | 7:10.31 |       |
| 8                 | 8     | RSA África do Sul  | Jean Basson 1:46.67 Darian Townsend 1:47.24 Jan Venter 1:49.56 Sebastien Rousseau 1:49.55              | 7:13.02 |       |

Legenda
| Recorde mundial      | Recorde mundial (World record)               |                       | Recorde africano                      | Recorde africano (African) |                                           | Q | Classificado por posição (Qualified) |
| Recorde olímpico     | Recorde olímpico (Olympic record)            | Recorde da América    | Recorde da América (Americas)         | q                          | Classificado por melhor tempo (Qualified) |   |                                      |
| Melhor marca do ano  | Melhor marca do ano (World leading)          | Recorde asiático      | Recorde asiático (Asian)              | DNS                        | Não largou (Did not start)                |   |                                      |
| Recorde nacional     | Recorde nacional (National record)           | Recorde europeu       | Recorde europeu (European)            | DNF                        | Não terminou (Did not finish)             |   |                                      |
| Recorde pessoal      | Recorde pessoal do atleta (Personal best)    | Recorde da Oceania    | Recorde da Oceania (Oceania)          | DSQ / DQ                   | Desclassificado (Disqualified)            |   |                                      |
| Recorde da temporada | Recorde da temporada do atleta (Season best) | Recorde sul-americano | Recorde sul-americano (South America) | NM                         | Sem marca (No mark)                       |   |                                      |